# Sokodé
Sokodé é uma cidade Togonesa, considerada como a segunda do país, com uma população de cerca 113 000 habitantes , ela está situada no centro do país, instalada entre o clima tropical do beira-mar e o clima seco do Sahel. Isto é a vila dos Kotokoli, o nome da maioria étnica, e a capital da prefeitura de Tchaoudjo localizada na província central. É uma cidade multi-étnica e multi-religiosa, dominada pela Islã.